# Music on Console
Music On Console (MOC) é um  audio player para terminal Linux/UNIX baseado em ncurses. Foi originalmente escrito por Damian Pietras, e é atualmente mantido por  John Fitzgerald. MOC foi projetado para ser poderoso e fácil de usar, com uma interface inspirada no gerenciador de arquivos de console Midnight Commander. O layout da interface padrão compreende uma lista de arquivos no painel esquerdo e a playlist do lado direito. Ele é configurável com teclas de atalho customizáveis, color schemes e layouts de interface. MOC vem com vários temas definidos em arquivos de texto, que podem ser modificados para criar novos layouts. MOC suporta saídas ALSA, OSS ou JACK.
MOC possui uma única playlist (que pode ser salva no formato m3u ) 
Por ser "texto-puro", MOC consome pouquíssimos recursos do sistema; Normalmente, saindo do programa apenas fechará a interface, mas o programa em si  "daemoniza-se", portanto o áudio continuará tocando em "background".
Sua arquitetura cliente/servidor é similar ao MPD and XMMS2, mas diferente destes, o MOC daemon não é acessível através da network, e não possui uma API aberta para comunicar com clientes alternativos. Isso possui suas próprias vantagens e desvantagens.
O arquivo binário é chamado mocp ( "MOC Player" ) por causa de um  conflito com um utilitário  Qt chamado moc.